# ميليتون هرنانديز
ميليتون هرنانديز (بالإسبانية: Edgar Melitón Hernández)‏ هو لاعب كرة قدم مكسيكي في مركز حراسة المرمى، ولد في 15 أكتوبر 1982 في Poza Rica ‏ في المكسيك. شارك مع منتخب المكسيك لكرة القدم. أما مع النوادي، فقد لعب مع تيبورونيس روخوس دي فيراكروز وكلوب ليون ونادي باتشوكا.

## وصلات خارجية
- ميليتون هرنانديز على موقع قاعدة بيانات كرة القدم.إي يو (الإنجليزية)
- ميليتون هرنانديز على موقع ناشيونال فوتبول تيمز (الإنجليزية)
- ميليتون هرنانديز على موقع Soccerway.com (الإنجليزية)
- ميليتون هرنانديز على موقع AS.com (الإسبانية)